# Darry
Darry ist ein im Norden Wagriens gelegenes holsteinisches Dorf.

## Geografie
Darry ist ein Ortsteil der im nordöstlichen Teil des Kreises Plön gelegenen Gemeinde Panker. Die Ortschaft befindet sich etwa drei Kilometer nordnordwestlich von Lütjenburg – in dem die Amtsverwaltung der Gemeinde Panker ihren Sitz hat – und liegt auf einer Höhe von 87 m ü. NHN.

## Verkehr
Der Anschluss an das öffentliche Straßenverkehrsnetz wird durch die Landesstraße L 165 hergestellt, die aus dem Südsüdosten von Lütjenburg her kommend direkt durch die Ortschaft hindurchführt.